# Margaret Louisa Vanderbilt Shepard
Margaret Louisa Vanderbilt Shepard (New Dorp, 23 juillet 1845 – Manhattan, 3 mars 1924) est une héritière américaine et membre de l'éminente famille Vanderbilt . En tant que philanthrope, elle finance le YMCA, aidant à créer un hôtel pour les clients de l'organisation. Elle est mariée à un éminent avocat, banquier et rédacteur en chef de New York, Elliott Fitch Shepard.

## Jeunesse

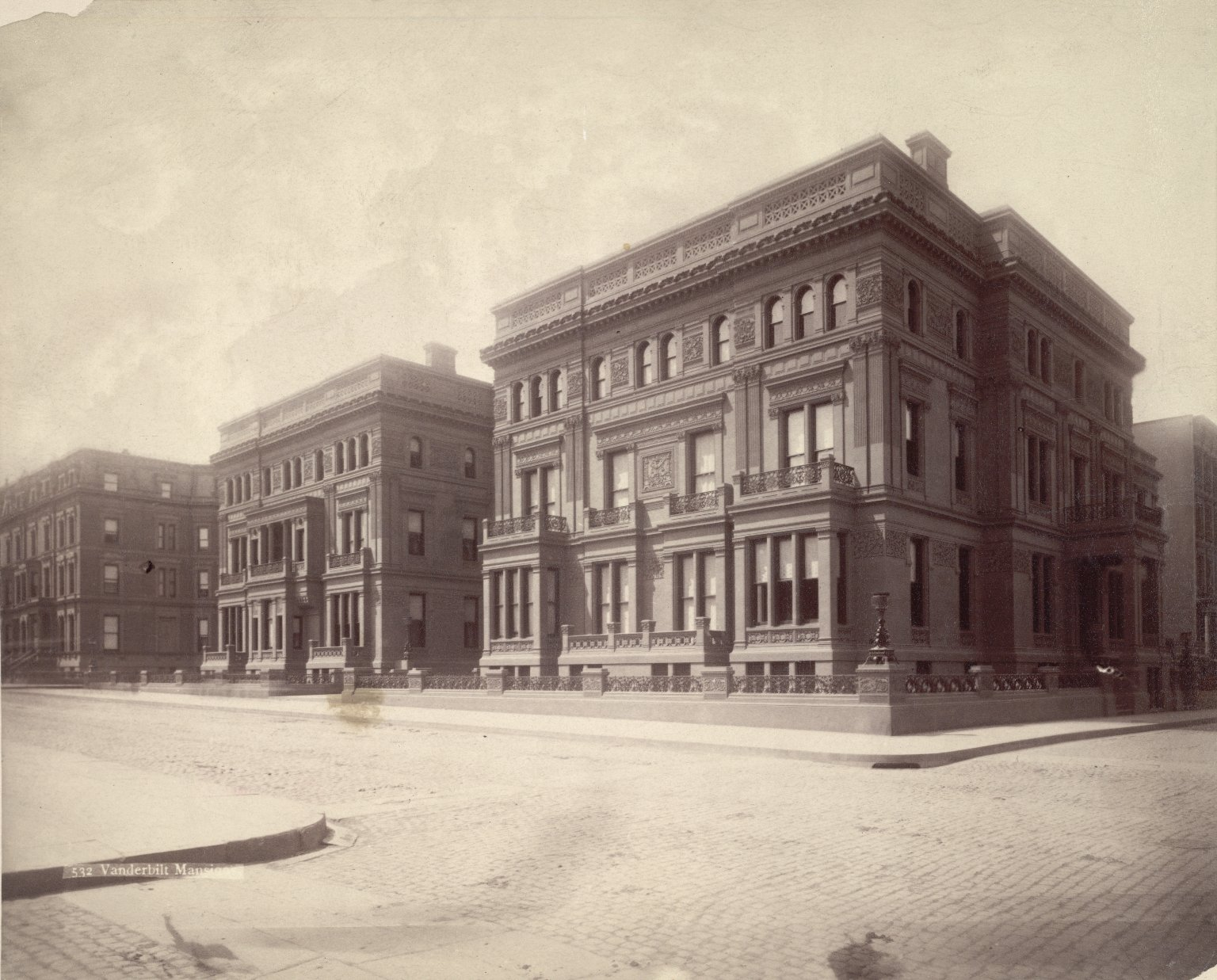
The Shepards' New York City house (à droite), qui fait partie du Triple Palace Vanderbilt

Margaret est née le 23 juillet 1845 à Staten Island, New York. Elle est la fille aînée de William Henry Vanderbilt et Maria Louisa Kissam Vanderbilt. Son frère aîné est Cornelius Vanderbilt II et ses frères et sœurs cadets sont William Kissam Vanderbilt, Emily Thorn Vanderbilt, Florence Adele Vanderbilt Twombly (en), Frederick William Vanderbilt, Eliza Osgood Vanderbilt Webb (en) et George Washington Vanderbilt II .
Elle est la petite-fille du commodore Cornelius Vanderbilt et de sa première épouse, Sophia Johnson Vanderbilt .

## Travail caritatif
Fervente partisane de la YWCA, elle construit, en 1891, le Margaret Louisa, un hôtel YWCA strictement réservé aux clients de passage au 14 E. 16th Street à New York. Elle finance entièrement et meuble le bâtiment qui est nommé "Margaret Louisa Home for Protestant Women" ,.
Margaret Louisa échappe de justesse au naufrage du RMS Titanic, ayant réservé un passage mais annulé pour des raisons inconnues et ayant voyagé une semaine plus tôt sur le RMS Olympic .

## Vie privée

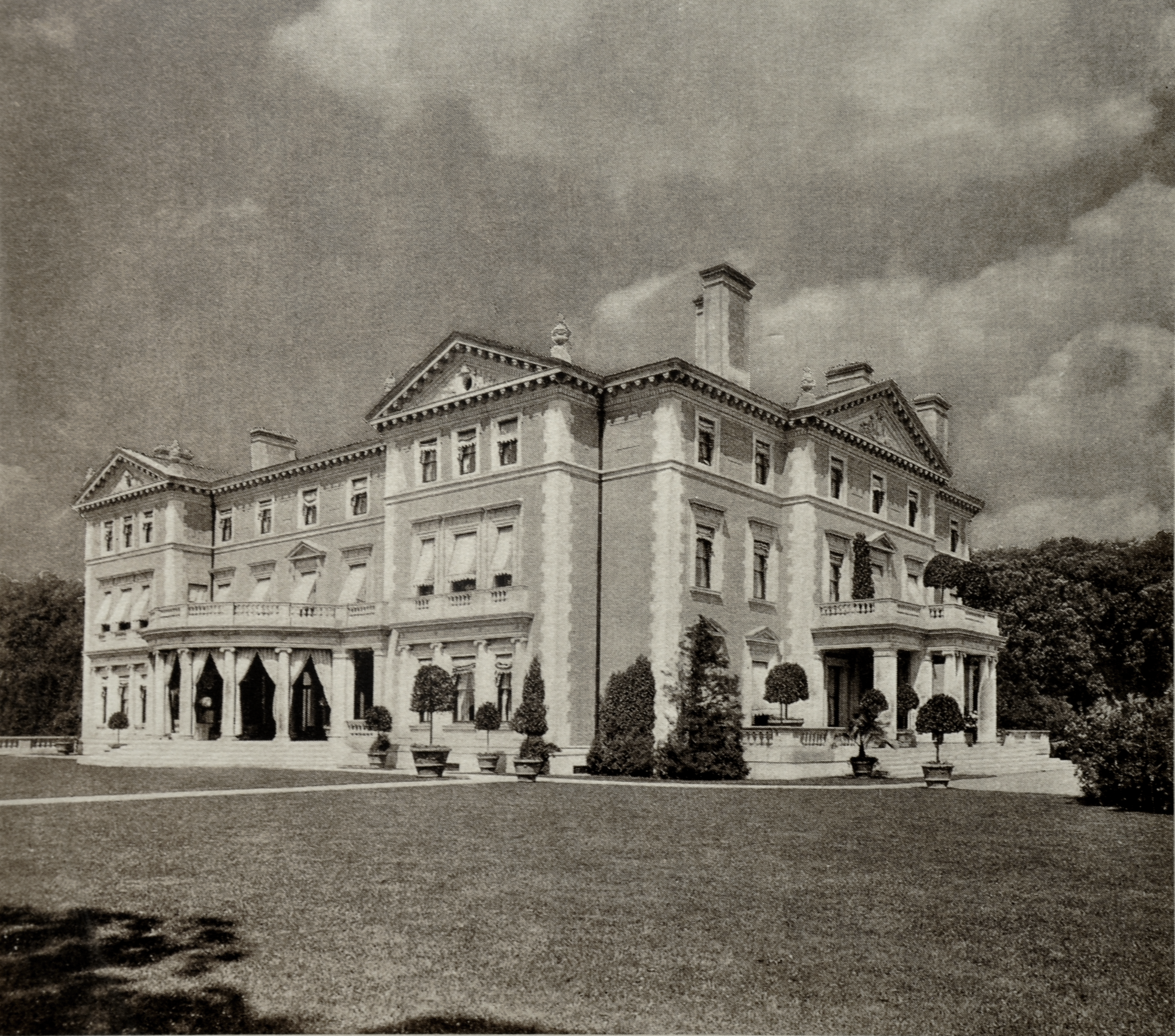
Woodlea, sa maison à Briarcliff Manor, New York en 1895

Le 18 février 1868, Margaret Louisa épouse Elliott Fitch Shepard (en) (1833-1893) dans l'église de l'Incarnation à New York . Il est le fils de Fitch Shepard et Delia Maria Dennis. Shepard est avocat, banquier et propriétaire du journal Mail and Express, ainsi que fondateur et président de la New York State Bar Association . Ensemble, ils ont cinq filles et un fils :
- Florence Shepard (1869-1869), décédée jeune.
- Maria Louise Shepard (1870-1948)[9], qui épouse William Jay Schieffelin (1866-1955), un descendant de John Jay [10]
- Edith Shepard (1872-1954), qui épouse Ernesto Fabbri (1874-1943) [11]
- Margaret Shepard (1873-1895), décédée célibataire d'une pneumonie [12]
- Alice Louise Shepard (1874-1950)[13], qui épouse Dave Hennen Morris (en) (1872-1944), l'ambassadeur des États-Unis en Belgique et fils de John Albert Morris [14]
- Elliot Shepard (en) Jr. (1877-1927), qui épouse Esther Potter, et après leur divorce, Eleanor Leigh Terradell (1882-1962) [15].

Margaret est décédée dans son appartement du 998 Cinquième Avenue à Manhattan le 3 mars 1924 . Elle est enterrée dans la section privée de Vanderbilt, un cimetière juste à l'extérieur du cimetière morave du mausolée de Vanderbilt, à Staten Island. À sa mort, elle laisse plus de 5 000 000 $ en fiducie à ses filles . Elle fait un don de 180 000 $ à des œuvres caritatives, 20 000 $ à chacun de ses seize petits-enfants et 100 000 $ à l'église presbytérienne de Scarborough  en plus des 100 000 $ laissés à l'église à la mort de son mari en 1893 .